# Lijst van industrieel erfgoed in Baarn
De lijst industrieel erfgoed in Baarn is een inventarisatie van industriële monumenten in de gemeente Baarn. De lijst is in september 2012 opgesteld door de Utrechtse Stichting voor het Industrieel Erfgoed (Usine). Het gaat om panden die mogelijk al de status van gemeentelijk monument of rijksmonument hebben.

## Baarn
| Object                           | Oorspronkelijke functie? | Bouwjaar  | Architect       | Locatie                       | Coördinaten?                  | Nr.?           | Afbeelding                       |
| -------------------------------- | ------------------------ | --------- | --------------- | ----------------------------- | ----------------------------- | -------------- | -------------------------------- |
| ’t Poorthuis                     | badhuis                  | 1920/1929 | F.F. de Boois   | Acacialaan 6                  | 52° 7' 32" NB, 5° 9' 57" OL   | 0308/wikinr1   | ’t Poorthuis                     |
| Uitspanning Groeneveld           | Horeca                   | 18e eeuw  |                 | Amsterdamsestraatweg 42       | 52° 13' 7" NB, 5° 15' 45" OL  | 8535           | Uitspanning Groeneveld           |
| Drukkerij Hollandia              | Industrie                | 1899      |                 | Beukenlaan 20                 | 52° 7' 33" NB, 5° 10' 18" OL  | 0308/wikinr701 | Drukkerij Hollandia              |
| De Ruijter                       | banketbakkerij           | 1860      |                 | Brinkstraat 25-27             | 52° 7' 29" NB, 5° 10' 24" OL  | 0308/wikinr702 | De Ruijter                       |
| Voetgangersbrug Baarn            | Brug                     | 1911      |                 | over talud spoorlijn NS       | 52° 12' 34" NB, 5° 16' 40" OL | 511745         | Voetgangersbrug Baarn            |
| Telefooncentrale Baarn           | Overheidsgebouw          | 1890      |                 | Eemnesserweg 50               | 52° 12' 52" NB, 5° 17' 2" OL  | 511723         | Telefooncentrale Baarn           |
| pakhuis                          | Opslag                   | 1934      | P. Beekman      | Eemweg 68                     | 52° 7' 33" NB, 5° 10' 54" OL  | 0308/wikinr74  | pakhuis                          |
| IJsfabriek                       | Industrie                | 1913      | H. Onvlee       | Heemskerklaan 21              | 52° 7' 26" NB, 5° 11' 6" OL   | 0308/wikinr705 | IJsfabriek                       |
| Wintertuin Cantonspark orangerie | Boerderij                | 1915      |                 | Heemskerklaan 25              | 52° 12' 34" NB, 5° 17' 58" OL | 511683         | Wintertuin Cantonspark orangerie |
| smederij                         | Industrie                | 1895      |                 | Van Heemstralaan 5-7          | 52° 8' 13" NB, 5° 10' 1" OL   | 0308/wikinr707 | smederij                         |
| Station Baarn Buurtstation       | Transport                | 1898      | J.F. Klinkhamer | Lt. Generaal van Heutszlaan 5 | 52° 12' 25" NB, 5° 17' 0" OL  | 511704         | Station Baarn Buurtstation       |
| Hilversumsestraatweg 22          | tolhuis                  | ±1840     |                 | Hilversumsestraatweg 22       | 52° 7' 19" NB, 5° 7' 56" OL   | 0308/wikinr113 | Hilversumsestraatweg 22          |
| Brandspuithuisje                 | brandspuithuisje         | 1895      |                 | Jacob van Lenneplaan bij 11   | 52° 8' 10" NB, 5° 9' 40" OL   | 0308/wikinr161 | Brandspuithuisje                 |
| Melkinrichting                   | Industrie                |           |                 | Melkpad 15                    | 52° 7' 31" NB, 5° 10' 24" OL  | 0308/wikinr708 | Melkinrichting                   |
| Verhuisbedrijf                   | Opslag                   | 1880      |                 | Nieuwstraat 5                 | 52° 7' 29" NB, 5° 10' 37" OL  | 0308/wikinr709 | Verhuisbedrijf                   |
| Watertoren                       | Nutsbedrijf              | 1903      |                 | Sophialaan 31                 | 52° 12' 42" NB, 5° 16' 49" OL | 511733         | Watertoren                       |
| Station Baarn                    | Transport                | 1874      |                 | Stationsplein 68              | 52° 12' 30" NB, 5° 16' 55" OL | 8542           | Meer afbeeldingen                |
| Oude Postkantoor                 | postkantoor              | 1913      | C.H. Peters     | Teding van Berkhoutstraat 7   | 52° 7' 28" NB, 5° 10' 18" OL  | 0308/wikinr240 | Oude Postkantoor                 |
| fabriek en pakhuis               | Opslag                   | 1892      |                 | Weteringstraat 17-21          | 52° 7' 31" NB, 5° 10' 25" OL  | 0308/wikinr261 | fabriek en pakhuis               |

## Lage Vuursche
| Object   | Oorspronkelijke functie? | Bouwjaar | Architect | Locatie           | Coördinaten?                  | Nr.? | Afbeelding        |
| -------- | ------------------------ | -------- | --------- | ----------------- | ----------------------------- | ---- | ----------------- |
| Smederij | Industrie                | 18e eeuw |           | Dorpsstraat 13-15 | 52° 10' 45" NB, 5° 13' 22" OL | 8547 | Meer afbeeldingen |

## Paleis Soestdijk
| Object           | Oorspronkelijke functie? | Bouwjaar | Architect | Locatie           | Coördinaten?                  | Nr.?           | Afbeelding  |
| ---------------- | ------------------------ | -------- | --------- | ----------------- | ----------------------------- | -------------- | ----------- |
| Watertoren       | Nutsbedrijf              | 1680     |           | Koningin Emmapark | 52° 11' 43" NB, 5° 16' 40" OL | 0708/wikinr724 | Watertoren  |
| Gietijzeren brug | Brug                     | 1872     |           | Koningin Emmapark |                               | 0708/wikinr725 | Upload foto |